# Ivana Jorovićová
Ivana Jorovićová (srbskou cyrilicí: Ивана Јоровић, Ivana Jorović, * 3. května 1997 Čačak) je srbská profesionální tenistka. Ve své dosavadní kariéře na okruhu WTA Tour nevyhrála žádný turnaj. V rámci okruhu ITF získala třináct titulů ve dvouhře a dva ve čtyřhře.
Na žebříčku WTA byla ve dvouhře nejvýše klasifikována v červenci 2019 na 86. místě a ve čtyřhře pak v červenci 2017 na 299. místě. Trénuje ji Vuk Tapusković.
V srbském fedcupovém týmu debutovala v roce 2015 budapešťským základním blokem 1. skupiny zóny Evropy a Afriky proti Rakousku, v němž vyhrála nad Barbarou Haasovou a po boku Krunićové i čtyřhru. Srbky zvítězily 3:0 na zápasy. Do července 2021 v soutěži nastoupila k patnácti mezistátním utkáním s bilancí 9–5 ve dvouhře a 9–4 ve čtyřhře.
V juniorském tenise odešla poražena ze dvou grandslamových finále. Nejdříve nestačila s Britkou Katie Boulterovou na Anhelinu Kalininovou a Jelizavetu Kuličkovovou v boji o juniorský deblový titul na Australian Open 2014. V závěrečném duelu juniorky French Open 2014 pak podlehla Rusce Darje Kasatkinové. Po skončení se v červnu 2014 stala juniorskou světovou jedničkou. Zúčastnila se také Letních olympijských her mládeže 2014 v Nankingu, kde jako turnajová jednička dohrála na úvod s Češkou Simonou Heinovou. Ve čtyřhře vytvořila první nasazený pár s Jil Teichmannovou, ale opět skončily již v prvním kole.

## Tenisová kariéra
V rámci událostí okruhu ITF debutovala v červnu 2012, když na turnaj v srbském Prokuplje s rozpočtem 10 tisíc dolarů obdržela divokou kartu. Přes turnajovou jedničku Jovanu Jovićovou prošla do semifinále, v němž nestačila na Chorvatku Anu Savićovou z páté světové stovky. Premiérový titul v této úrovni tenisu vybojovala během října 2012 v egyptském Šarm aš-Šajchu, události dotované 10 tisíci dolary. Ve finále zdolala třetí nasazenou Němku Jasmin Steinherrovou z šesté stovky žebříčku. Stotisícový turnaj ITF pak ovládla na Shenzhen Longhua Open 2018, na němž vyhrála závěrečné duely proti Černohorce Dance Kovinićové a turnajové jedničce Čeng Saj-saj, figurující na 46. příčce klasifikace.
Na okruhu WTA Tour debutovala nančchangským Jiangxi International Women's Tennis Open 2016. V prvním kole nenašla recept na Číňanku Čang Kchaj-lin z počátku druhé světové stovky. Premiéru v hlavní soutěži nejvyšší grandslamové kategorie zaznamenala v ženském singlu Australian Open 2018 po zvládnuté tříkolové kvalifikaci, kde na její raketě postupně dohrály Arantxa Rusová, Ysaline Bonaventureová a Bibiane Schoofsová. Na úvod melbournské dvouhry však získala na ukrajinskou světovou čtyřku Elinu Svitolinovou jen pět gamů. První zápas na grandslamu vyhrála ve Wimbledonu 2019 nad nizozemskou kvalifikantkou Lesley Kerkhoveovou. Následně podlehla Američance Alison Riskeové. Přes Turkyni Çağlu Büyükakçayovou se probojovala do semifinále srpnového TK Sparta Prague Open 2020 ze série WTA 125K, v němž ji vyřadila Slovenka Kristína Kučová. Na French Open 2021 ji zastavila Češka Tereza Martincová

## Tituly na okruhu ITF
| Dotace turnajů okruhu ITF | Dotace turnajů okruhu ITF |
| ------------------------- | ------------------------- |
| 100 000 $ tournaments     | 80 000 $ tournaments      |
| 75 000 $ tournaments      | 60 000 $ tournaments      |
| 50 000 $ tournaments      | 25 000 $ tournaments      |
| 15 000 $ tournaments      | 10 000 $ tournaments      |

### Dvouhra (13 titulů)
| Č.  | datum         | turnaj                     | povrch      | poražená finalistka          | výsledek           |
| --- | ------------- | -------------------------- | ----------- | ---------------------------- | ------------------ |
| 1.  | říjen 2012    | Šarm aš-Šajch, Egypt       | tvrdý       | Jasmin Steinherrová          | 6–4, 6–2           |
| 2.  | červen 2013   | Niš, Srbsko                | antuka      | Doroteja Erićová             | 6–4, 4–6, 6–3      |
| 3.  | listopad 2013 | Šarm aš-Šajch, Egypt (2)   | tvrdý       | Janina Toljanová             | 6–0, 6–2           |
| 4.  | listopad 2013 | Šarm aš-Šajch, Egypt (3)   | tvrdý       | Arabela Fernández Rabenerová | 6–2, 6–4           |
| 5.  | listopad 2014 | Dillí, Indie               | tvrdý       | Barbara Haasová              | 6–2, 6–2           |
| 6.  | říjen 2015    | Istanbul, Turecko          | tvrdý (h)   | Jana Fettová                 | 6–3, 7–5           |
| 7.  | listopad 2015 | Závada, Polsko             | koberec (h) | Mihaela Buzărnescuová        | 6–2, 6–2           |
| 8.  | prosinec 2015 | Ankara, Turecko            | tvrdý (h)   | Çağla Büyükakçay             | 7–6(7–3), 3–6, 6–2 |
| 9.  | duben 2016    | Croissy-Beaubourg, Francie | tvrdý (h)   | Pauline Parmentierová        | 6–1, 4–6, 6–4      |
| 10. | prosinec 2016 | Ankara, Turecko (2)        | tvrdý (h)   | Vitalija Ďjačenková          | 6–4, 7–5           |
| 11. | duben 2018    | Óbidos, Portugalsko        | koberec     | Miriam Kolodziejová          | 6–1, 6–2           |
| 12. | listopad 2018 | Šen-čen, Čína              | tvrdý       | Čeng Saj-saj                 | 6–3, 2–6, 6–4      |
| 13. | březen 2019   | Ósaka, Japonsko            | tvrdý       | Lu Ťia-ťing                  | 6–3, 5–7, 6–2      |

### Čtyřhra (2 tituly)
| Č. | datum      | turnaj                     | povrch    | spoluhráčka        | poražené finalistky                      | výsledek |
| -- | ---------- | -------------------------- | --------- | ------------------ | ---------------------------------------- | -------- |
| 1. | srpen 2015 | Landisville, Spojené státy | tvrdý     | Jessica Mooreová   | Brynn Borenová Nadja Gilchristová        | 6–1, 6–3 |
| 2. | říjen 2016 | Joué-lès-Tours, Francie    | tvrdý (h) | Lesley Kerkhoveová | Alexandra Cadanțuová Jekatěrina Jašinová | 6–3, 7–5 |

## Finále na juniorském Grand Slamu

### Dvouhra: 1 (0–1)
| Stav       | rok  | turnaj      | povrch | soupeřka ve finále | výsledek           |
| ---------- | ---- | ----------- | ------ | ------------------ | ------------------ |
| Finalistka | 2014 | French Open | antuka | Darja Kasatkinová  | 7–6(7–5), 2–6, 3–6 |

### Čtyřhra: 1 (0–1)
| Stav       | rok  | turnaj          | povrch | spoluhráčka      | soupeřky ve finále                         | výsledek |
| ---------- | ---- | --------------- | ------ | ---------------- | ------------------------------------------ | -------- |
| Finalistka | 2014 | Australian Open | tvrdý  | Katie Boulterová | Jelizaveta Kuličkovová Anhelina Kalininová | 4–6, 2–6 |